# Likovna umjetnost u Hrvatskoj
Likovna umjetnost u Hrvatskoj je likovna umjetnost na području današnje Republike Hrvatske; obuhvaća umjetničku produkciju Hrvata od srednjeg vijeka do danas. 

## Drevna baština

### Prapovijest
Na prostorima današnje Hrvatske nižu se od davnina mnogi slojevi pretpovijesnih kultura čije je formiranje i nestanak vezano uz migracije neidentificiranih etničkih skupina. Materijalna ostavština paleolitika se svodi na jednostavne kamene i koštane predmete.
Neolitik obilježen velikom produkcijom keramičkih posuda i plastike ljudskih i životinjskih likova dovedenih do forme znaka. Prastanovnici mediteranske skupine na obalnom području i panonske skupine na kontinentalnom području razvijaju neolitičke kulture, a najvažnije su: Starčevačka kultura (fino obrađeno posuđe, crvene ili žute boje, ukrašeno oslikavanjem angobom); Istarska kultura (specifična po kućama od suhoziđa – tzv. bunje koje su se očuvale za pastire sve do 19. st.); Sopotska i Korenovska kultura (osobite keramikom ukrašenom paralelnim ravnim, lučnim ili izlomljenim urezima); Na jadranskoj obali i na otocima Danilska kultura (fino posuđe tamnih boja koje je ukrašeno urezivanjem geometrijskih motiva, spirala i meandara); Na danilsku se nastavlja Hvarska kultura čiji se neki elementi povezuju s neolitikom Grčke.
Eneolitik ili bakreno doba u Hrvatskoj je najzanimljivije u Vučedolskoj kulturi gdje se posuđe odlikuje izvanrednom kvalitetom, crnom bojom visokog sjaja te specifičnim ukrasnim stilom izvedenim urezivanjem, duborezom ili rovašenjem, a upotpunjenim bijelom, crvenom ili žutom inkrustacijom s izraženom geometrizacijom ukrasa. Plastika nije brojna, ali je vrlo vješto i izražajno rađena (npr. posuda u obliku golubice s urezanim motivom labrisa (dvosjekle sjekire) na vratu - Vučedolska golubica). Stanovništvo živi u utvrđenim naseljima na uzvišenim položajima, zaštićeni palisadama. Kuće su nadzemne, većinom četvrtaste s podom od zapečene zemlje i kružnim ognjištem.
Najstarije brončano razdoblje obilježava vinkovačka kultura koja nastavlja tradiciju vučedolske. Inače, u cijeloj Hrvatskoj, ovaj slabo poznati period je zastupljen brončanim fibulama koje zamjenjuju predmete poput igala i puceta. U to vrijeme razrađen je poseban geometrijski stil urezanih ornamenata, koji posebno dolazi do izražaja na oružju, ukrasnim pločama, plosnatim ogrlicama i fibulama. 
Od 7. st. pr. Kr. željezo preuzima primat, prepuštajući bronci domenu nakita i umjetnosti. Iz kultura metalnog doba izniče sloj Ilira, etničke grupacije s jasno definiranom kulturnom i umjetničkom fizionomijom. Različita ilirska plemena pod utjecajem halštatskih kultura formiraju vlastite regionalne varijante (Daljani, Histri, Japodi, Mezeji, Desidijati, Delmati, Neretvani, Daorsi …). Obogaćeni su utjecajem jonskih radionica u izradi ukrasnih oblika i nakita od zlata i srebra, njeguju keramičke posude crvene boje, ukrašene crno slikanim motivima meandra i trokuta, a ponekad i brončanom inkrustacijom. Do dan danas su očuvane zidine Nezakcija kraj Pule, jedne od brojnih istarskih gradina iz metalnog doba. Najzanimljiviji fenomen iz tog grada jeste monumentalna kamena plastika. 
Japodska plemena imaju izuzetnu sklonost kićenju (teške, predimenzionirane ogrlice od žute, plave ili bijele staklene paste, ili od krupnih zrna jantara, masivne brončane fibule, brončani privjesci u obliku životinja i ljudi, spiralne narukvice, nogavice, dijademi, kape i oglavlja od brončanog lima …). Karakteristična je i sitna plastika od jantara oblikovane u stilu arhajske jonske plastike. Naselja su zbijenog tipa, a pored rijeke na principu sojenica. 
Na značajnu ulogu kulta mrtvih u životu ilira ukazuje pažnja s kojom su vršeni sahranjivanje i posmrtni obredi kao i bogatstvo različitih priloga (oružja, posuđa, opreme za konje) u grobovima. U sjevernim krajevima dugo se očuvala tradicija spaljivanja pored sahranjivanja u ravne grobove (Urne podsjećaju na etrursku umjetnost), dok se na jugu mrtvi sahranjuju u kamenim ili zemljanim tumulima (gromile), koji ponekad, naročito u Hercegovini dosežu monumentalne promjere (više od 50 m u promjeru i 5 m u visinu).
Početkom 4. st. pr. Kr. dolazi do prvog prodora Kelta, oni donose tehniku lončarskog kola, nove tipove fibula, te različite brončane i željezne pojaseve. Oni se nisu zadržavali u svom pohodu na Grčku i njihov utjecaj je ograničen u Panoniji, Istri i Dalmaciji.
Od 3. st. pr. Kr., u porječju Neretve, helenizirano ilirsko pleme Daorsa širilo je grčki utjecaj. Iliri uspijevaju osvojiti grčke kolonije na Jadranu i uskoro dolaze u sukob i s Rimljanima. U 1. st. pr. Kr. Rimljani ih potpuno osvajaju i učvršćuju se u ovim krajevima.

### Antika
Grci iz Sirakuze, 390 g. p. K., dolaze na Vis (Issa), Hvar (Pharos) i Korčulu (Corcyra Nigra) osnivaju gradove-države i žive podosta izolirano. Obalni gradovi: Tragurion, Salona, Epetion, itd. Gradovi pravokutnog oblika, vile, razvijena trgovina – luke, javne zgrade, hramovi i teatri (Vis).
Na žalost sačuvano je vrlo malo, osim oslikanih vaza i keramičkih tanagra-figura najvažniji su: Hrvatski Apoksiomen, Brončana glava božice Artemide, Issa, 4. st. p. K. i reljef Kairosa (bog sretnog trenutka), Trogir.
Pharos i Issa su bile snažne grčke enklave, moć su izražavale kovanjem svog novca i pomorskom flotom. 
Iliri osvajaju ove gradove i organiziraju državu s centrom oko Neretve. Ali u 3. st. p. K., nakon sukoba s Ilirskom kraljicom Teutom Rimljani ih osvajaju i uvode vojno-ekonomski sustav, i za razliku od Grčke, prožimaju čitav teritorij pretvarajući gradine u gradove i uvode u Europu prvu urbanizaciju. Gradovi su centrirani – pravilno podijeljeni. 
Razinu rimske organizacije prostora dokazuju brojne vile rustike, kao i ruralna naselja (najreprezentativnije su Verige na Brijunima, Pula i Trogir). Tipične rimske mreže pravokutnih ulica (decumanus/cardo) najbolje su sačuvane u Poreču i Zadru. Tridesetak gradova Istre, Liburnije i Dalmacije imali su rimsko građanstvo (civitas).
Najviše cjelovito sačuvanih rimskih spomenika ima u Puli. Osnovana u 1. st. na spomen Cezaru prepuna je klasične rimske umjetnosti: gradske zidine, dvoja gradska vrata, slavoluk, dva hrama na Forumu, ostaci dvaju kazališta, itd. Najvažniji su ipak: Slavoluk Sergijevaca postavljen 30. g. u spomen trojici uglednika; Augustov hram, podignut 2. – 14. g. iz klasičnog razdoblja; i Amfiteatar iz 2. st. - tzv. Pulska arena.
Ostale su samo ruševine nekada glavnog grada Dalmacije s oko 40 000 stanovnika - Salone. Najveći kasnoantički spomenik u Europi je Dioklecijanova palača (oko 300 g.), to je ujedno jedan od najznačajnijih spomenika kasnoantičke arhitekture uopće, u kojemu se sabiru najraznolikiji umjetnički utjecaji golemog imperija.
Od skulptura baštinili smo: glave dječaka i žene te Djevojka iz Salone, monumentalni kip Minerve iz Varaždinskih toplica, Heraklova glava iz Sinja, Kipovi rimskih careva iz Nina, Oštećen kip imperatora u Zagrebačkoj muzeju, te najslavniji skorašnji nalaz - Hrvatski Apoksiomen.
- Grčka brončana glava Artemide iz 4. st. pr. Kr., Viški muzej.
- Djevojka iz Salone, rimski kameni portret (vjerojatno dio figure) iz 2. st.
- Hrvatski Apoksiomen
- Slavoluk Sergijevaca u Puli.
- Kažnjavanje Dirke, rimski mozaik, Arheološki muzej, Pula.

## Starohrvatska umjetnost
Hrvati su se početkom 7. st. s Avarima i drugim Slavenima iz sjeverne Europe preselili na jug i naselili krajeve gdje i danas žive. Hrvati su tada bili na razvojnoj razini brončanog i željeznog doba, te nisu znali uživati u blagodatima grada pa su se naseljavali u njihovoj blizini, na obližnjim rijekama (npr. Otok na ušću rijeke Jadro ispred Salone).
Hrvati su ubrzo preuzimali antičku kulturu i umjetnost, ali prije svega kršćansku vjeru.  
Prve crkve su podizane kao kraljevske bogomolje, a kasnoantički utjecaj je bio najjači u Dalmaciji zbog gustoće kasnoantičke urbanizacije. Postepeno je taj utjecaj negiran i dolazi do pojednostavljivanja, mijenjanja naslijeđenih oblika i čak stvaranja originalnih tipova građevina. Sve one (desetak većih i stotinjak manjih) građene su od lomljenca (grubo lomljena kamena povezanih debelim slojem žbuke izvana). Veće su uglavnom uzdužne, jednobrodne ili trobrodne, takva je i crkva sv. Spasa na vrelu Cetine iz 9. st. Crkva ima snažne oble kontrafore (izvanjske stupove) što joj daju osobine utvrde, pojačano i naglašeno moćnom kulom – zvonikom usred pročelja.
Manje crkve su raznovrsnih zanimljivih oblika (uzdužne ili centralne), ali najveća i najsloženija crkva kružne osnove iz 9. st. je crkva sv. Donata u Zadru. Oko njezine kružne jezgre – nad kojom je izvorno bila kupola – ovija se prstenasti brod s trima apsidama na istoku, a taj oblik se ponavlja i na katu. Po veličini i ljepoti s crkvom sv. Donata može se usporediti samo Dvorska kapela Karla Velikog u Aachenu. 
Oltarne pregrade i prozori tih crkava bili su ukrašeni prozirnim plitkim vrpčastim ornamentom koji po načinu kako su oblici na njima bili isprepleteni nazivamo pleterom. Motivi tih pletera su preuzeti iz antičke umjetnosti (valovi, troprute pletenice, pentagrami, mreže rombova ...), no dok su u antici ti ornamenti služili samo kao okvir, u predromanici oni ispunjavaju cijelu površinu. 
Ti pleteri su bili živo obojeni (crvenom, modrom i žutom), a kako se slike (koje se spominju u pisanim izvorima, npr. Splitski evanđelistar, 8. – 11. st.) nisu očuvale, oni su i jedini ostaci starohrvatskog slikarstva.
Ponegdje je pleter zamijenjen prizorom s likovima iz Evanđelja (kao u sv. Nedjeljici u Zadru) ili života (kao Reljef kralja u Splitu) ili natpisom na hrvatskom jeziku (glagoljici). No ubrzo su glagoljicu zamijenili latinski natpisi na pregradama i nadvratnicima starohrvatskih crkvica što spominju kome je crkva posvećena, te tko i kada ju je dao podići. To je bio jedini način da se "novodošli barbari" uklope u tadašnju, još uvijek romaniziranu Europu.
Iz krunidbene crkve kralja Zvonimira (tzv. Šuplja crkva, Solin) potječe i ploča oltarne pregrade s likom (hrvatskog) kralja na prijestolju s franačkom krunom na glavi, uz kojeg je dvorjanin, a na tlu podanik što se poklonio kralju. S frontalnim licima sukladan je i linearizam u iscrtavanju nabora tkanina i detalja. Danas je ploča ugrađena u krstionicu splitske katedrale.
Od umjetničkih predmeta svakidašnje uporabe najviše je očuvanih relikvijara (lat. reliquia = ostatak) - drvenih kutija različitih oblika, obloženih srebrnim limom u kojem su iskucani određeni likovi, simboli, dopunjeni natpisima i ukrasima, u kojima se čuvalo djeliće kostiju, kose ili odjeće svetaca. Oni su se štovali i vjerovalo se da imaju nadnaravnu moć iscjeljivanja ili ozdravljenja. Relikvijari su često bili oblikovani poput čuvanog djelića tijela u njima. Takav je i moćnik glave sv. Jakova u Zadru, kojemu je valjkasti dio oblikovan poput niza arkada s po jednim likom sveca u svakoj, a polukuglasti poklopac je ukrašen medaljonima sa simbolima evanđelista i Krista na vrhu.
- Višeslavova krstionica
- Crkva Sv. Križa u Ninu; najmanja katedrala na svijetu, 11. st.
- Crkva sv. Dunata na Krku, početak 12. st.
- Plominski natpis
- Krstionica s likom hrvatskog kralja, 11. st., sada u krstionici katedrale sv. Dujma u Splitu

## Romanika
Rana romanika se javlja u Hrvatskoj početkom 11. st., i to snažnim razvojem samostana i crkvenom reformom (benediktinci). To razdoblje je ostavilo brojne, među njima i jako vrijedne, spomenike koji su neravnomjerno raspoređeni, uglavnom na jadranskom priobalju – Istra, Primorje i Dalmacija – dok su gotovo neznatni ostaci na hrvatskom sjeveru. 
 Već vrlo rano, u ranoj romanici (11. st.), grade se monumentalni gradovi na obali Jadrana, kuće se grade u kamenu, najčešće su trokatnice bez dimnjaka, u prizemlju konobe ili dućani (npr. u Poreču, Rabu, Zadru, Trogiru i Splitu). Grade se i trobrodne, troapsidalne bazilike, sa stupovima i lukovima arkada, te drvenim stropovima, što ih uza svoje samostane grade benediktinci koji dolaze iz Italije. Sv. Petar u Supetarskoj Dragi na Rabu (11. st.) najbolje je očuvana crkva toga tipa u Hrvatskoj. Na Rabu je i rapska katedrala (12. st.) koja ispred ima zrelo-romanički zvonik, najmonumentalniji u Dalmaciji. On se postupno rastvara sve većima i brojnijim otvorima odozdo prema gore (monofore, bifore, trifore i kvadrifor), što je tipično za romaniku, ali i graditeljski mudro jer je svaki sljedeći kat lakši od prethodnoga. 
Zadarska trobrodna katedrala sv. Stošije (13. st.) odlikuje se izvana nizom slijepih galerija na bočnom i glavnom pročelju, gdje ima i veliku rozetu s radijalnim stupićima i trima portalima, dok se unutra smjenjuju snažniji i tanji nosači što podupiru arkade (snopasti stupovi, stepenaste galerije, plošno oblikovani figurativni reljefi).
U skulpturi se javljaju romanički elementi i to tako što reljefni pleter prerasta u figuraciju i ukrašava se kameni pojas na svodu crkava. Pri kraju romanike u Istri postoje radionice monumentalnih figura, one su geometrične i imaju naturalističke elemente – podsjećaju na gotiku. Najbolji primjeri romaničke skulpture su: - drvene vratnice Splitske katedrale majstora Buvine i Portal Trogirske katedrale majstora Radovana (1240. g.). 
Glavni portal trogirske katedrale radio je majstor Radovan i on je najveći i najvažniji likovni spomenik srednjovjekovne skulpture u Hrvatskoj. Obuhvaća dvije velike skupine nagih Adama i Eve na postoljima što ih nose lavovi, zatim brojne reljefe s prizorima iz života po mjesecima, te prizore iz lova i Kristova života: od Navještenja do Uskrsnuća na lukovima uokolo lunete u kojoj je Kristovo Rođenje. Način oblikovanja je toliko realističan da izražava novi, gotički humanizam, po čemu je Radovan na tragu postignuća najrazvijenije francuske skulpture (Katedrala u Chartresu). Njegova usmjerenost čovjeku je i primjetna u odabiru teme za lunetu, on prikazuje Rođenje Krista, umjesto Posljednjeg Suda koji je najčešći u romanici. 
Romaničko slikarstvo je zidno, na dasci i iluminirani rukopisi. Istra je tipično "granično" područje miješanja utjecaja umjetnosti istočne i zapadne Europe, te su tu najbrojnije i najočuvanije freske. Opće karakteristike fresaka tog doba su: - plošnost, linearnost nabora i crveni krugovi na obrazima. Slikarstvo na dasci su obično Bogorodice s djetetom i oslikana raspela.

## Gotika
S gotikom, javlja se i kultura gradskih komuna (Dubrovački statut), propovjednih redova i vlastele. 14. st. je vrijeme viteške kulture u Hrvatskoj koje je obilježeno dominacijom plemstva, ali i zlatno doba srednjovjekovnih dalmatinskih gradova koji su trgovali s hrvatskom vlastelom u zaleđu. 
U 14. st. prostorna organizacija i oblik daljnjeg razvoja gradova u Dalmaciji su naglašeni. Urbanizacija se očituje u planskom dograđivanju i proširenju Raba i Trogira, regulaciji Dubrovnika i integraciji Splita. To je doba gradskih popločavanja ulica kamenom, kanalizacija i organiziranja gradske čistoće, npr. Dubrovnik. Najveći pothvat toga doba bila je gradnja posve novih gradova na području Dubrovačke Republike – Stona i Malog Stona, te kilometar dugačkoga zida među njima s kulom vrh brijega (14. st.). Tako je cijeli poluotok Pelješac bio pregrađen i zaštićen od mogućeg napada s kopna s ciljem očuvanja najveće vrijednosti u dubini zaljeva – Stonske solane. 
Gotičku fortifikaciju od romaničke razlikuju visoke kule u obliku kvadratne prizme, za razliku od romaničkih i renesansnih okruglih. Najbolje sačuvani takvi primjeri nalaze se u Istri: Hum, Bale, Motovun, ali i na sjeveru - Medvedgrad iznad Zagreba (1260.) ili na jugu - Sokolac u Lici (14. st.).
Zagrebačku romaničku katedralu uništili su Mongoli svojom provalom 1240.[nedostaje izvor] g., ali odmah nakon njihovog odlaska i dobivanja titule "slobodnog grada" kralja Bele IV. biskup Timotej gradi novu katedralu. Trobrodna građevina s poligonalnim apsidama i križno-rebrastim svodom, imala je romaničke okrugle tornjeve. Brodovi se grade u 14. st., a svod dovršava u 15. st. Dolaskom Turaka u 16. st. dobiva opasanost renesansnim kulama i zidinama. Samo jedan toranj je dovršen u 17. st., u 18. st. barokni krov je postao urbana okosnica čitavog grada. Obnovom u 19. st. u neo-gotičkom stilu izgubila je negdašnji sklad. 
Samostan i crkva sv. Franje u Puli (1285.) je najreprezentativniji primjer rane gotike uz obalu. Građena je od 13. do 15. st.; jednobrodna je, drvenog stropa, križno-rebrastog svoda, kvadratne apside, glatkih zidova i visokih prozora. 
U 14. st. gradi se i katedrala Sv. Duje sa zvonikom u Splitu i klaustar franjevačkog samostana u Dubrovniku. 
Skulptura je bila razvijena, ali imamo malo ostataka zbog prodora Turaka. Ranu gotiku obilježava i već spomenuti Radovanov portal u Trogiru.
Stilsko obilježje mekog klesanja ima i portal sv. Marka, župne crkve u blizini Gradeca. Kaptol i Gradec bili su dva gradića podno Medvednice i ujedinili su se u Zagreb u 19. st. Crkva sv. Marka nastala je u 14.  i 15. st. u kasnogotičkom stilu. Portreti sv. Marka, Krista, Bogorodice i 12 apostola iz ranog 15. st. jesu blago zaobljenih glava i obraza s blagim nabiranjem tkanine na odjeći. Na likovima i okviru se mogu vidjeti tragovi boja, jer je izvorno cijeli portal bio živo obojen. To je najmaterijalnije djelo gotičke skulpture u sjevernoj Hrvatskoj. 
Zadar je u to vrijeme uživao prosperitet neovisan o Veneciji u 14. st. Najljepši primjeri gotičkog humanizma u Zadru su reljefi od pozlaćenog srebrnog lima, npr. na Škrinji sv. Šimuna (1380. majstor iz Milana).  Uz prizore čuda iz života sveca (nalaz tijela u klaustru samostana, spašavanje broda u oluji …), ima i povijesnih, kao što je ulazak ugarsko-hrvatskog kralja Ludovika u Zadar ili zakletva njegove žene, Jelene Kotromanić nad svečevom rakom. Ovi reljefi su najvrjedniji primjeri gotičkog narativnog, pripovjednog stila koji sadrži brojne podatke o tadašnjem životu. 
U slikarstvu na dasci djeluju dvije struje: linearna i monumentalna voluminoznost, i drugo – bogata polikromija i elegancija. Tom razdoblju pripisujemo i slike donesene iz Italije u Istru u 13. st. Mnoge slike na dasci napravio je Paolo Veneziano, najveći slikar Jadranskog bazena iz 14. st. Djela su mu spoj bizantinske ikonografije i gotičke idealizacije. Radio je poliptihe na Krku, na Rabu, u Zadru, Trogiru, te remekdjelo – Dubrovačko raspeće, to je djelo ponos Dubrovnika jer pokazuje golemu ekonomsku moć grada neovisnog od Mletaka. 
U Zagrebu iz tog doba imamo vrijedne ilumirane rukopise francuskog i bosanskog podrijetla. Najkarakterističniji za našu kulturu viteške Europe je misal Hrvoja Vukčića-Hrvatinića, bosanskog vojvode i hercega splitskog. To djelo uz Hvalov zbornik je Splitske izrade – raskošni rukopisi s brojnim minijaturama.
Slikarstvo gotike nema mnogo spomenika, najvažnije i najbolje očuvana djela su u Istri, npr. fresko-ciklus Vincenta iz Kastva u Crkvi Sv. Marije "na Škriljinah" blizu Berama (1474.). Likovi su voluminozni, trodimenzionalni u iluziji prostora, a pored brojnih prizora iz Kristova života, na zapadnom zidu je Povorka mrtvaca, a na sjevernom Povorka konjanika i Poklonstvo Kraljeva. Slika "Povorka mrtvaca" (Ples smrti) je humanistički, kasnogotički prikaz teme koja će kasnije biti jako popularna u renesansi.

## Renesansa
Hrvatska je u 15. i 16. st., kada u Europi cvate renesansa, bila podijeljena u tri države, sjeverna Hrvatska u Austrijskom Carstvu, Dalmacija pod Mletačkom Republikom (osim Dubrovačke Republike), a Slavonija pod turskom okupacijom. 
U takvom ozračju će u južnoj Hrvatskoj (Dalmaciji) procvasti društvena i crkvena arhitektura s jasnim utjecajem talijanske renesanse, ali opet originalna. 
Dalmacija je bila "periferijska sredina" podjednako udaljena od dvaju ili više snažnijih kulturnih žarišta, tako da nije bila pod diktatom nijednog od njih, ali pod dovoljnim utjecajem da je mogla crpiti ideje i poticaje od obaju. U takvoj sredini, slobodnoj od dogmi i stege velikih središta, bila je Jurju Dalmatincu, 1441., omogućena gradnja katedrale sv. Jakova u Šibeniku prema vlastitom projektu. Mješovito gotičko-renesansnog stila, izuzetna je po dosljednoj primjeni jedinstva kamene građe i originalnoj montažnoj metodi konstrukcije primjenom velikih kamenih ploča, pilastara i rebara, povezanih međusobno utorima (bez žbuke) – način gradnje uvriježen u drvodeljstvu. Za kiparstvo je važan vanjski vijenac od 72 skulpture na apsidama (40 Jurjevih), od kojih je svaka različita i karakterna. Ovu jedinstvenu građevinu trolisnog pročelja u Europi (bačvasti svod i polubačvastih bočnih brodova) dovršio je Nikola Firentinac. Kao poznatog renesansnog slikara treba spomenuti Jurja Ćulinovića čiji su uglavnom oltarske stijene nalaze u najpoznatijim muzejima svijeta. 
Šibenska katedrala je Nikolu inspirirala za prigradnju kapele sv. Ivana Trogirskog (Ursinija) (1468.) uz trogirsku katedralu, koja je, kao i šibenska katedrala, sastavljena od velikih blokova kamena izrazitom preciznošću. Uz suradnju s Jurjevim učenikom Andrijom Alešijem, Nikola je ostvario neviđeno jedinstveno sklada arhitekture i skulpture prema antičkim uzorima. Kapela iznutra nema ravnog zida, iznad reljefnih ploča s genijima - bakljonošama koji kao da proviruju iz vrata Podzemlja, poredane su niše s kipovima Krista i apostola, među njima putti, pa niz okruglih prozora (okulusa) uokvirenih voćnim vijencima, Alešijev reljef Kristova Krštenja, sve presvođeno kasetiranim bačvastim svodom s likom Boga Oca u sredini i 96 dječjih glava anđela serafina. U sredini stoji sarkofag bl. Ivana Trogirskog na oltaru i cijelo zdanje, zbog toliko dječjih likova, je izrazito vedrog karaktera i neponovljivo u europskoj umjetnosti.
Na području Dubrovačke Republike niču brojni ladanjski domovi vlastele jedinstveni po svrhovitosti prostorne organizacije, tvoreći osebujan stil renesanse vile i ujedno gospodarske zgrade. Ljetnikovac Petra Sorkočevića na Lapadu (1521.) u Dubrovniku odlikuje se jedinstvenim rasporedom krakova zgrade (udvojeni L-tlocrt) u asimetričnoj dinamičkoj ravnoteži. 
Kako vidimo, najvrednije hrvatske ranorenesansne skulpture su nerazdvojno povezane s arhitekturom, a jedan od najljepših je djelo Jurja Dalmatinca, reljef Bičevanja Krista na oltaru sv. Staša u splitskoj katedrali s tri muška gotovo naga lika u živom pokretu.
U renesansnom slikarstvu Hrvatske najveći doprinos su dali dubrovački slikari Lovro Dobričević, Mihajlo Hamzić i Nikola Božidarević, koji su slikali oltarne triptihe i poliptihe s prvim primjenama portretnosti likova, duboke perspektive, pa i mrtvih priroda. Slikar koji je obilježio talijansku renesansu i bio jedan od začetnika manirizma bio je Julije Klović, zvan i "Michelangelo minijature", učitelj slavnog El Greca. Jedan od najvažnijih slikara iz Titianovog kruga i važna preteča baroknog slikarstva bio je rođeni Zadranin, Andrija Medulić.
 Renesansa je u sjeverozapadnoj Hrvatskoj, zbog konstantne prijetnje Osmanlija s istoka, imala skromniji utjecaj ("idealni grad" Karlovac, 1579.), a cvala je fortifikacijska arhitektura koja se nikada nije potpuno oslobodila tradicije gotike i utjecaja manirizma (npr. zagrebačka Kaptolska tvrđa i tvrđava/dvorac obitelji Ratkay u Velikom Taboru, Zagorje, 16. st.).

## Barok i rokoko
U 16. st. Hrvatska je bila podijeljena u tri države: sjeverna Hrvatska u Austrijskom Carstvu, Dalmacija pod Mletačkom Republikom (osim Dubrovačke Republike), a Slavonija pod turskom vlašću. Tijekom 17. i 18. st. ponovno uklapanje Hrvatske u cjelinu hrvatskih zemalja doprinijelo je bogatoj likovnoj baštini. U sjevernoj Hrvatskoj i po oslobođenju, u Slavoniji niču brojna i vrijedna djela barokne umjetnosti – od urbanističkih projekata i velikih utvrda, do crkava, palača, stambenih zgrada i javnih spomenika. 
Velike utvrde sa svojim zvjezdastim tlocrtima, šancima i brojnim kulama grade se zbog konstantne opasnosti napadaja s istoka. Dvije najveće su Osijek i Slavonski Brod. To su utvrde kojima glavnu obrambenu moć daju zemlja i voda: nasipi na koje su postavljeni topovi od zemlje i opkopi što sprječavaju prodor neprijateljske ljudske sile ispunjeni vodom. Brodska je tvrđa najveći spomenik arhitekture cijele sjeverne Hrvatske, ali i jedna od najvećih tvrđava u Europi, jer je bila granična utvrda cijele Europe prema Turskom Carstvu.
Barokni urbanizam se osjeti u brojnim novim gradovima (Bjelovar, Karlovac, Koprivnica, Virovitica, itd.) koji imaju ulice pod pravim kutom, pravokutne trgove u sredini na kojima su najvažnije javne zgrade (vojne i gradske uprave) te crkva.
 I dalmatinski gradovi su na svojim starijim zidovima dobivali barokne kule i bastione (Pula, Šibenik, Hvar, itd.), ali najveće razmjere barokne gradnje na jugu doživio je Dubrovnik nakon katastrofalnog potresa 1667. kad je uništen gotovo cijeli grad. Od Crkve sv. Vlaha na Placi (1715.), preko katedrale (17. st.), do isusovačke Crkve sv. Ignacija i samostana. Najoriginalnije rješenje koje je ujedinilo više baroknih objekata u cjelinu jeste »jezuitsko stubište« (P. Passalaqua) - široko, kameno stubište s igrom ispupčena i uvučena obrisa i snažnom ogradom koje povezuje donji dio grada s isusovačkim trgom na uzvisini. 
Razdoblje baroka je na području cijele Hrvatske ostavilo mnoštvo crkva – od najvećih što svojom veličinom i oblikovanjem čine »krunu« grada (Rovinj, Rijeka ...) do najmanjih seoskih crkava. Samostanske crkve su često dobivale okolne trijemove što izvana sliče na utvrđene zidine, a iznutra su dekorativni i blagi (kao u franjevačkom samostanu u Slavonskom brodu gdje su stupovi »odebljali« na tragu baroknog obilja). Najljepši primjer je možda crkva u Selima kraj Siska – ovalnog oblika s eliptičnom kupolom i konkavno-konveksnog pročelja s par zvonika. 
Najraskošnije ukrašena crkva je svakako crkva sv. Marije Snježne u Belcu (1740.) u kojoj je unutarnji prostor oltara i propovjedaonice, potpuno ispunjen pozlaćenim bogatim skulpturama, oživio slikar Ivan Ranger iz Štajerske, i to baroknom pokrenutošću s plemenitom rokoko lakoćom i optimizmom vedrih boja. Ranger je raskošno oslikao i gotičku crkvu u Lepoglavi, ali i strop svečane ovalne dvorane trokrilnog dvorca grofa Oršića u Gornjoj Bistri (Hrvatsko Zagorje, 1775.); možda najraskošnija primjena elipse u profanoj arhitekturi.
Zidno slikarstvo doživljava svoj procvat, a ističu se iluzionističke freske u crkvama sv. Marije u Samoboru, sv. Katarine u Zagrebu i u isusovačkoj crkvi u Dubrovniku. Najcjelovitije su očuvane i likovno najvrjednije rokoko-freske u dvorcu Miljana, alegorijskog su sadržaja, a prikazuju godišnja doba i prirodne elemente, ljudske naravi, umjetnosti, itd.
Razmjena umjetnika između Hrvatske i Europe ne jenjava. Najveću slavu hrvatskom slikarstvu u Europi pronio je slikar Federiko Benković, dok je najvažnija kiparska djela u hrvatskoj radio jedan Talijan – Francesco Robba. Njegovo najljepše i najpokretnije monumentalno djelo je mramorni oltar Kristova Raspeća u crkvi Sv. Križa u Križevcima. Uz majstorski klesano tijelo Krista, postrance je i velika grupa Žrtve Abrahamove u izrazito dijagonalnoj kompoziciji, sva u pokretu nemirne napetosti, s različitim usmjerenjima udova i draperije.

## Umjetnost devetnaestog stoljeća
U austrijskim zemljama (kojima je Hrvatska tada pripadala) je početkom devetnaestog stoljeća obilježila gradnja u klasicističkom stilu. U Hrvatskoj najistaknutiji arhitekt je bio Bartol Felbinger koji je između ostalog napravio i Gradsku vijećnicu u Samoboru (1826.) i dvorac Januševac u okolici Zagreba.
Romantizam je u Hrvatskoj bio sentimentalan, nježan i umjeren - slika građanskih vrlina štedljivosti, skromnosti i jednostavnosti. U arhitekturi imamo jednostavne ukrase polukružnih plitkih niša oko prozora, u pokućstvu to su blago izvijeni oblici Biedermeier namještaja, pa čak i u odijevanju prevladavaju haljine od jeftinijih tkanina, ali vedrih boja. Tako nije ni čudo da se u Hrvatskoj umjesto velikih reprezentativnih portreta preferiraju minijature.
Historicizam u Hrvatskoj je obilježen gradnjom tri velika sakralna objekta: monumentalna župna Crkva sv. Petra i Pavla u Osijeku (1898.), neoromanička katedrala u Đakovu (K. Roesner i F. Schmidt, 1882.) i neogotička pregradnja zagrebačke katedrale s pocakljenim krovištem i zvonicima od 105 m (H. Bolle, 1880-1902.).
Krajem 19. st. Hermann Bollé je u Zagrebu, na gradskom groblju – Mirogoju, izgradio pola kilometra duge neorenesansne arkade s dvadeset kupola, što je jedan od najvećih projekata europskog Historicizma uopće.
Krajem 19. st. Hrvatski gradovi dobivaju značajno urbanističko uljepšanje: Karlovac svoje renesansne bastione pretvara u perivoj koji uokviruje stari grad (slično »Bečkom ringu«), a primorski gradovi (Trogir, Zadar, Pula, Pag i Šibenik) ruše svoje zidine i otvaraju se prema moru.
No, svojom veličinom i važnošću, ističe se revolucionarno urbanističko rješenje regulacije zagrebačkog Donjeg Grada (velikim dijelom djelo Milana Lenuzzija, 1860-1880). Između najdulje zagrebačke ulice – Ilice i nove željezničke pruge podignut je pravilan geometrijski grad s velikim zdanjima javnih i društvenih namjena od kojih se ljepotom ističu neorenesansna zgrada Hrvatske akademije znanosti i umjetnosti (F. Schmidt, 1884.), neobarokno Hrvatsko narodno kazalište (H. Helmer i F. Fellner, 1895.), te tada izrazito moderni Umjetnički paviljon (1898.) s montažnom konstrukcijom od čelika i stakla – Hrvatska »Kristalna palača«, i na kraju secesijsko remekdjelo – Nacionalna i sveučilišna knjižnica (Lubinski, dovršena tek 1912.). Ovaj urbanistički plan povezan je nizom perivoja i parkova, uljepšanih brojnim fontanama i skulpturama, drvoredima i cvjetnim vrtovima (tzv. zagrebačka »zelena potkova«) čineći Zagreb jedan od prvih gradova koji zadovoljavaju novu misao u Europskoj teoriji umjetnosti o »gradu kao umjetničkom djelu«.
 Historicistički spomenik koji je sažeo sve tri likovne umjetnosti je zgrada bivšeg Ministarstva bogoštovlja i nastave u Zagrebu (H. Bolle 1895.), današnji Hrvatski institut za povijest. Uz sobu u pompejanskom stilu i renesansni kabinet, u velikoj neobaroknoj »zlatnoj dvorani« svoje historicističke zidne kompozicije izveli su: Bela Čikoš-Sesija (Pokrštenje Hrvata i Splitski Sabor), Oton Iveković (Susret Kolomana i hrvatskog plemstva), Celestin Medović (Dolazak Hrvata), Vlaho Bukovac (Franjo Josip u Zagrebu) i reljefe Robert Frangeš Mihanović. Zlatna dvorana je postala cjelovit spomenik svog doba, kakvih je malo u Europi.
Realizamu su se približili slikari Ferdo Quiqerez, Nikola Mašić i kipar Ivan Rendić.  Osobit je realizam građanskih portreta Vjekoslava Karasa. Njegovi karakterni likovi izražavaju duh svog doba.
Realistični pejzaži su vezani za određeno podneblje, tako su slavonske šume prepoznatljive u djelima osječke škole, dubrovačko područje u djelima Celestina Medovića, a dalmatinske marine kod Mencija Klementa Crnčića.
U kiparstvu je tvrdi realizam Ivana Rendića, pred kraj stoljeća Frangeš Mihanović oslobodio svojim sažetim i secesijski pokrenutim reljefima. 
Duh impresionizma iz Pariza donio je Vlaho Bukovac koji je snažno utjecao na mlade slikare (uključujući autore iz Zlatne dvorane). Nakon što je naslikao svečanu zavjesu u HNK u Zagrebu s temom Hrvatskog Preporoda, i simboličku kompoziciju Hrvatska književnost s portretima hrvatskih književnika od renesanse do 19. st. u Sveučilišnoj čitaonici, osniva Društvo hrvatskih umjetnika (1897.), tzv. zagrebačka šarena škola. Osnutkom ovog udruženja započela je hrvatska moderna. Na Milenijskoj izložbi u Budimpešti oni su uspjeli zasjeniti sve druge likovne opcije u tadašnjoj Austro-Ugarskoj državi.

## Poveznice
- Hrvatska umjetnost
- Hrvatska arhitektura
- Hrvatska književnost
- Hrvatska glazba
- Hrvatski film
- Kršćanska likovna umjetnost u Hrvatskoj

## Vanjske poveznice
- Croatian cultural heritage